# ブログタイプ
『ブログタイプ』は、2005年4月9日から同年9月24日までフジテレビ系列で毎週土曜 23:30 - 23:58 （『23 SATURDAY DREAM SHOW』第2部）に放送されていたバラエティ番組である。

## 概要
『ココリコミラクルタイプ』の姉妹番組として誕生。視聴者と出演者のブログに題材を求め、そこで描かれる人物・出来事を、再現コントとして映像化していた。ただし、番組が取り上げていたブログはYahoo! JAPANに開設したもので、加えて番組用カテゴリに登録したものに限られていた。その中から毎週4つから5つほどのブログを出演者のMEGUMIが紹介し、それを見ながら青木さやかたちレギュラー陣と各回のゲストがトークを繰り広げていた。この他、当時青木がYahoo! JAPANに開設していたブログ「青木さやかが見た！こんな女、ムカつくっ！」を用いることもあった。
インターネット関連番組であること、Yahoo! JAPANのブログを利用していたことから、当時フジサンケイグループの買収を狙いブログに強みを持つライブドアへの牽制という見方もあった。
番組の終了後、青木とMEGUMIは2005年10月から同じ枠で放送された『世の中どこ見てんのよ!?ジャリバラ!』にも引き続き出演していた。また、プロデューサー兼演出スタッフの石井浩二も、引き続き『世の中どこ見てんのよ!?』でプロデューサー兼演出を担当していた。

## 番組の設定
番組マスコットは、ブログで毒舌を吐いている犬の「プーちゃん」。青木宅に同居しているという設定で、青木ブログの紹介後に投げ飛ばされることが多かった。MEGUMI宅からの放送の設定になってからはタイトル画像のみでの出演となった。2005年8月13日には「こんな女、ムカつくっ！」のみ青木宅からの放送で、プーちゃんも登場した。当初は、青木宅からレギュラー出演者全員で放送という設定だった。
2005年6月4日放送分からは、MEGUMI宅から青木さやか、MEGUMI、菅野美穂とゲストで放送という設定になった。MEGUMIが休みのときには、菅野宅からの放送という設定になった。
2005年8月27日放送分では、六本木ヒルズにあるヤフー（日本法人）本社にてYahoo! JAPANとのインターネット同時生放送を行った。オープニングでは、MEGUMIと菅野のみが六本木ヒルズの公園から中継出演していた。

## 出演者

### レギュラー
※（）内は番組内で使用していたあだ名。
- 青木さやか（青木さん）
- MEGUMI（メグミちゃん）
- 菅野美穂（カンちゃん）
- 大倉孝二
- 村上大樹（メガジュン） - 構成作家も兼任。
- 遠藤雄弥（遠藤くん）
- 村上淳（ムラジュン）

### ゲスト
- 2005年6月4日 名倉潤（ネプチューン）
- 2005年6月11日 濱口優（よゐこ）
- 2005年6月18日 大倉孝二
- 2005年6月25日 ゲスト無し（3人で不倫ブログのあらすじと終末）
- 2005年7月2日 ゲスト無し（青木・菅野で総集編。MEGUMIは休み）
- 2005年7月9日 野沢直子
- 2005年7月16日 YOU、コントゲストに森下千里
- 2005年7月30日 高田純次、コントゲストに熊田曜子
- 2005年8月6日 梨花
- 2005年8月13日 濱口優が放送終了直前のみ（青木・菅野で総集編。MEGUMIは休み）
- 2005年8月20日 濱口優、コントゲストにさとう珠緒
- 2005年8月27日 馬渕英子（Yahoo! JAPANブログアドバイザー）、コントゲストにふかわりょう
- 2005年9月24日 最終回のため、村上淳を除く全員で収録。コントゲストに野沢直子、はしのえみ、山本梓など。

## 1時間スペシャル
2005年9月24日放送の最終回は1時間スペシャル。2005年8月にMEGUMIが「海に行きたい!」と言っていたことから、念願の海（九十九里浜）で収録を行った。しかし、MEGUMIはハワイなどがいいと反発をしていた。
最終回ということもあり、村上淳（映画の収録のために休みだった）を除く全員で収録を行った。このため、この日のブログコント内で村上淳は一切登場しなかった。
また、2005年8月にゲスト出演した野沢直子と野沢が好きと発言していた大倉孝二がブログコント内で初めて共演した。しかし大倉は、野沢とはあまり喋ることはなかったと最終回で話していた。
コント放送途中に村上大樹が近くのコンビニエンスストアまで行き、花火とアロハの首輪を買ってきた。また、次のコントの途中にも全員にかき氷を買いに行っていた。また、MEGUMIが最初に「ハワイに行きたい」と言っていたことから、村上大樹はブルーハワイをMEGUMIに買ってきていた。
その他にも様々なこぼれ話が続出し、夜には村上大樹がコンビニで買ってきていた花火を村上以外の出演者全員で行った。しかし、全員が「つまらない」と言ったので、村上が「替え玉」ということで打ち上げ花火を打ち上げた。
こうして最終回スペシャルは終了。番組の最後には青木が代表で「みなさん、今までありがとうございました」と言うだけで、「放送終了します」とは発言しなかった。番組タイトルも「ブログタイプの最初で最後SP」であり、「最終回SP」というような表現は一切していなかった。

## 主題歌
- ザ・ナック「マイ・シャローナ」

## スタッフ
- 構成：樋口卓治、村上大樹、椎名基樹
- 編成：渡辺俊介
- 広報：清野真紀
- 協力：Yahoo! JAPAN、TMC、NET WEB
- ディレクター：渡辺剛、出口敬生、岡部統一
- プロデューサー&演出：石井浩二